# Kodeks Squarcialupi

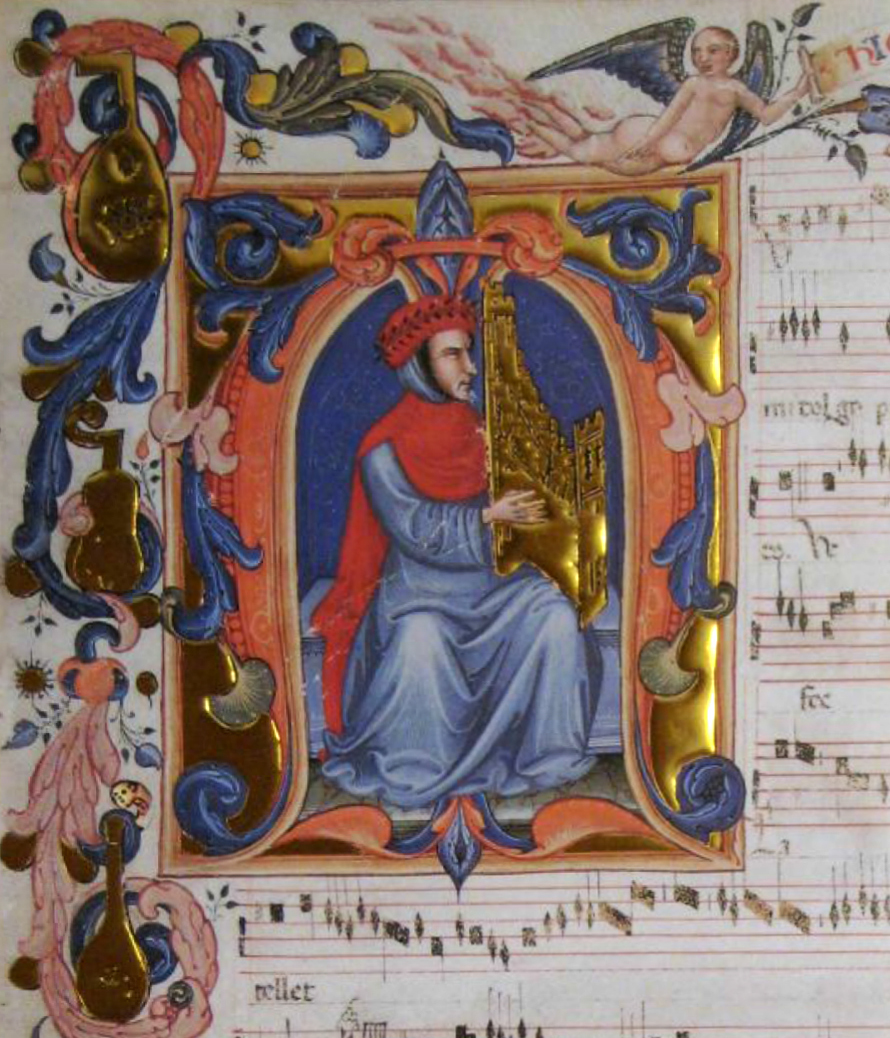
Ilustracja z Kodeksu Squarcialupi przedstawiająca Francesca Landiniego grającego na portatywie.

Kodeks Squarcialupi powstał we Florencji (oryginał znajduje się w Bibliotece Medicea Laurenziana) i został spisany we wczesnych latach XV stulecia. Jest jednym z najdokładniejszych i najważniejszych źródeł prezentujących muzyczną twórczość włoską z XIV wieku - czyli tzw. "Włoską ars nova".
Składa się z 216 stron, na których widnieją bogate zdobienia i piękne ilustracje (portrety, inicjały). Zachowany jest w bardzo dobrym stanie w porównaniu do innych źródeł piśmiennych z tamtego okresu. Znajduje się w nim dużo kompletnych dzieł różnych kompozytorów, z przewagą twórczości Francesco Landiniego - ponad 140 utworów; a także Bartolino da Padova, Niccolò da Perugia, Andreas de Florentia, Jacopo da Bologna, Lorenzo da Firenze i wielu mniej znanych.
W Kodeksie Squarcialupi jest 16 pustych stron, najprawdopodobniej przeznaczonych dla dzieł kompozytora Paolo da Firenze (strony te poprzedza podpisany imieniem i nazwiskiem portret kompozytora). Główne założenie tłumaczące tę lukę w kodeksie jest przypuszczenie, że podczas pisania manuskryptu, twórczość Paola da Firenze była po prostu niekompletna, a w roku 1409 w ogóle nie było go we Florencji.
Kodeks najprawdopodobniej spisywany był w bazylice Santa Maria degli Angeli w latach 1410–1415. Później był w posiadaniu organisty Antonia Squarcialupiego (stąd zapewne nazwa manuskryptu) mniej więcej w połowie XV wieku. Przed śmiercią przekazał go swojemu siostrzeńcowi, a ten oddał w ręce właścicielowi majątku Giuliano di Lorenzo de' Medici. W okolicach XVI wieku został przekazany do biblioteki Palatina, a od XVIII wieku stoi w gablocie Biblioteki Medicea Laurenziana i do dziś można go tam oglądać.
Na pierwszej stronie widnieje złoto-czerwono-niebiesko-fioletowy napis: "Ta księga jest własnością Antonia di Bartolomeo Squarcialupi, organisty katedry Santa Maria del Fiore".
W Kodeksie znajdują się utwory głównie w formie ballaty, madrygału i cacci. Jest ich tam w sumie ponad 350 i datowane są na okres od 1340–1415. Zbliżonym do kodeksu Squarcialupi jest tzw. Kodeks Rossi, spisany w latach 1350–1370, rozprawiający o muzyce kompozytorów wcześniejszych. Kodeks Rossi jest jednak krótszy (zawiera jedynie 37 utworów różnych kompozytorów).